# Montanhas Rochosas
As montanhas Rochosas (ou simplesmente Rochosas) são uma importante cordilheira localizada na América do Norte ocidental. As Montanhas Rochosas seguem por mais de 4 800 quilômetros  a partir da parte norte da Columbia Britânica, no oeste do Canadá, até o Novo México, no sudoeste dos Estados Unidos. O pico mais alto é o monte Elbert localizado no estado norte-americano do Colorado, com 4 401 metros acima do nível do mar. Embora parte da cordilheira do Pacífico da América do Norte, as montanhas Rochosas são distintas da cadeia costeira do Pacífico (conforme é chamado no Canadá) ou do Sistema de Montanhas do Pacífico (como é conhecido nos Estados Unidos), que está localizada junto à costa do Pacífico.
As montanhas Rochosas foram formadas há cerca de 70 milhões de anos no período Cretáceo, pela Orogenia Laramide. Desde então, a erosão pela água e os glaciares esculpiram a região dando origem a vales e picos íngremes. No final da última era glacial, os seres humanos começaram a habitar o lugar. São destaques deste período sir Alexander MacKenzie e a expedição de Lewis e Clark que dedicaram a busca de minerais e a obtenção de peles. Esta exploração econômica inicial das montanhas não propiciou o aumento da densidade populacional.
Grande parte da cordilheira foi transformada no Parque Nacional das Montanhas Rochosas. Nos dias atuais a área conservada preserva os ecossistemas naturais e a beleza cênica do local. O turismo é uma atividade econômica relevante, assim como as estações de esqui. O idioma principal das montanhas Rochosas é o inglês, mas também é falado o espanhol e idiomas dos povos ameríndios.

## História

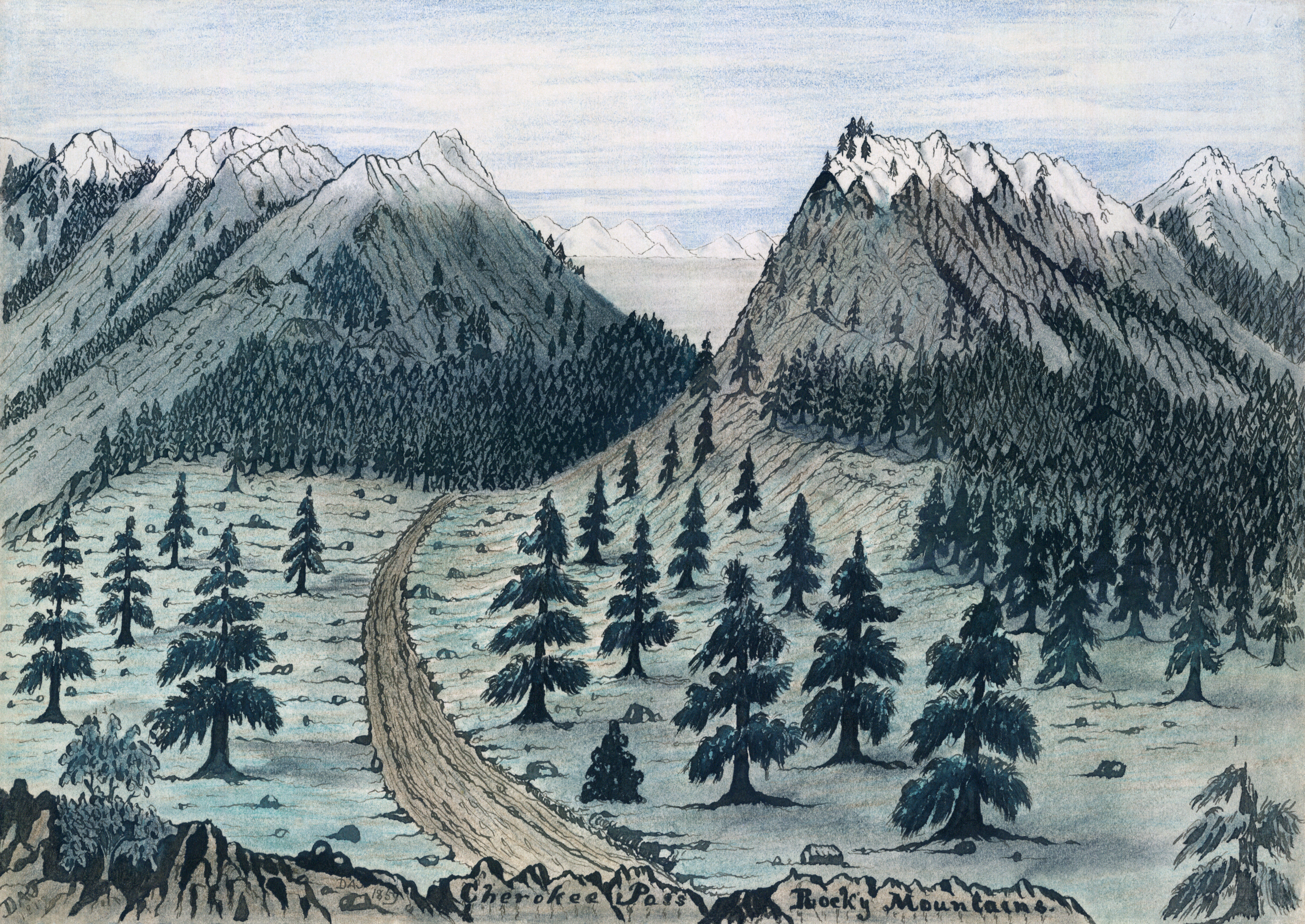
Gravura representando as redondezas de Fort Collins em 1859.

Desde a última grande era glacial, as montanhas Rochosas foram o habitat primeiro dos paleoíndios e em seguida dos indígenas, incluindo os apaches, arapaho, bannock, blackfoot, cheyenne, crows, flathead , shoshone, sioux, ute , kutenai (Ktunaxa no Canadá), sekani, dunne-za, entre outros. Os paleoíndios caçavam mamutes e bisões-antigos nos vales e sopés das montanhas. Como as tribos modernas que os sucederam, os paleoíndios migravam para a planície no outono e inverno para a caça dos bisões e para as montanhas na primavera e no verão em busca de peixes, veados, alces, raízes e frutos.
No Colorado, ao longo da crista da Divisória Continental da América do Norte, existem paredes de pedra que os nativos americanos construíram para sua proteção que datam de 5 400-5 800 anos de existência.
Um conjunto de numerosas evidências científicas indicam que os povos indígenas tiveram efeitos significativos sobre a população de mamíferos devido a atividade de caça e nos padrões de vegetação pela prática da queima de mato de forma deliberada.
A começar pelo explorador espanhol Francisco Vásquez de Coronado que em 1540, com um grupo de soldados, missionários e escravos africanos, marchou em direção à região das Montanhas Rochosas partindo do sul da América do Norte, populações nativas americanas foram extirpadas da maioria dos locais que historicamente ocupavam. A introdução do cavalo, ferramentas de metal, rifles, o aparecimento de novas doenças e a introdução de diferentes culturas alteraram profundamente as culturas indígenas.
Em 1739, os comerciantes franceses de peles Pierre e Paul Mallet, viajando através das Grandes Planícies, descobriram uma cadeia de montanhas, nas cabeceiras do rio Platte, que as tribos de índios americanos locais chamavam de montanhas Rochosas. Estes exploradores foram os primeiros europeus a relatar sobre esta cadeia de montanhas inexploradas.
Sir Alexander MacKenzie, em 1793, foi o primeiro europeu a atravessar as montanhas Rochosas. Ele seguiu o curso do rio Fraser atingindo a costa do Pacífico.

## Demografia
A população humana é pouco densa, com uma média de quatro pessoas por km², com poucas cidades com mais de 50 000 habitantes. Houve entretanto um acelerado crescimento populacional entre entre os anos de 1950 e 1990. Nesses quarenta anos a área das montanhas Rochosas pertencente ao estado de Montana cresceu 35%, e cerca de 150% nos estados de Utah e Colorado.

## Atividades econômicas

### Turismo

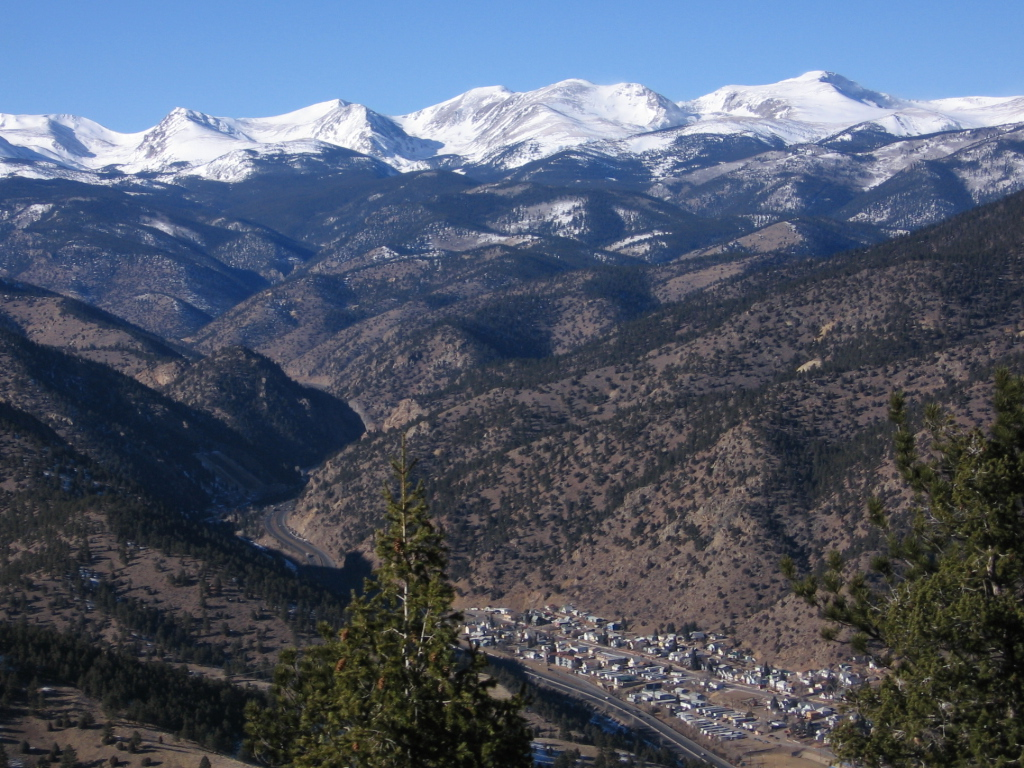
Montanhas Rochosas no Colorado, Estados Unidos.

Todos os anos as áreas pitorescas e oportunidades recreativas das montanhas Rochosas acolhem milhões de turistas. Pessoas do mundo inteiro visitam os locais para caminhar, acampar, ou praticar atividades esportivas de montanha. Os principais locais visitados são:
- Pikes Peak
- Royal Gorge
- Rocky Mountain National Park
- Yellowstone National Park
- Grand Teton National Park
- Glacier National Park (Estados Unidos)

Parques nacionais canadenses:
- Parque Nacional Banff
- Parque Nacional Jasper
- Parque Nacional Kootenay
- Parque Nacional Waterton Lakes
- Parque Nacional Yoho

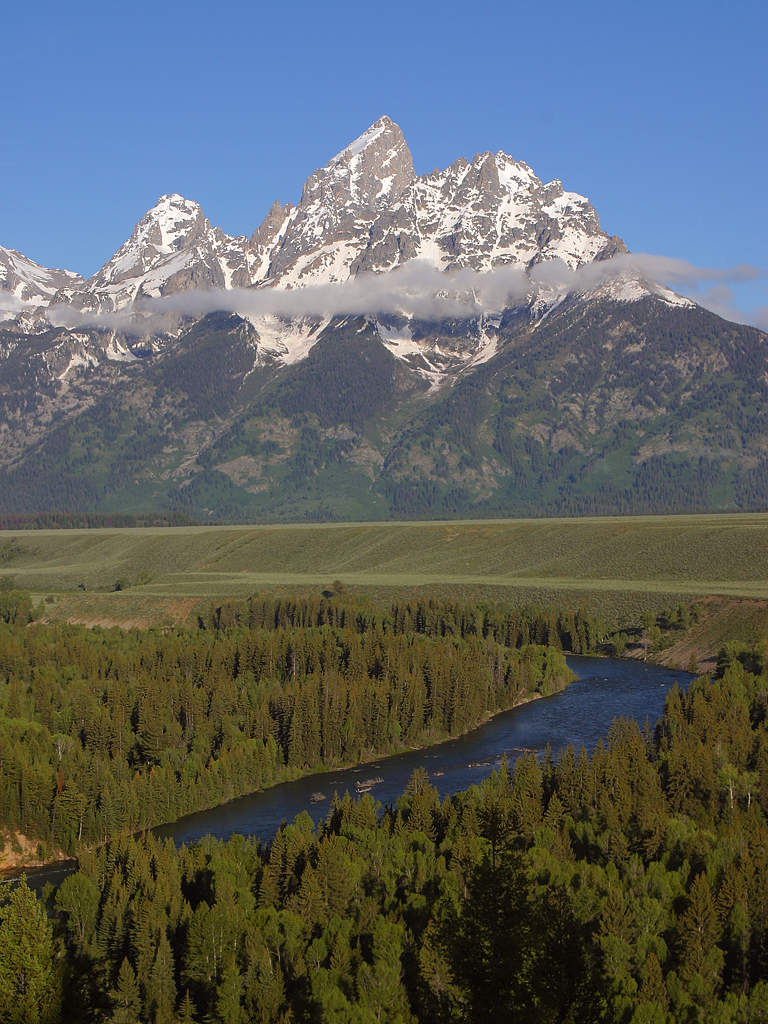
Grand Teton.

No inverno, a principal atividade é o esqui. As estações de esqui principais são:
- Colorado:
  - Aspen
  - Vail
  - Keystone
  - Breckenridge
  - Cooper Mountain
- Utah:
  - Alta
  - Snowbird
  - Park City
  - Brighton
- Sun Valley, Idaho
- Montana:
  - Big Mountain
  - Big Sky
- Alberta:
  - Lake Louise
  - Sunshine Village
- Fernie, British Columbia
- Jackson Hole Ski Resort, Wyoming

### Recursos naturais
Os recursos econômicos dos montanhas Rochosas são variados e abundantes. As montanhas Rochosas incluem depósitos significantes de cobre, ouro, chumbo, molibdênio, prata, tungstênio e zinco. A bacia de Wyoming e várias áreas menores contêm reservas significantes de carvão, gás natural, xisto de óleo, e petróleo. Além do extrativismo mineral, destacam-se também agricultura e silvicultura.

## Geologia
As Rochosas são Dobramentos Modernos, ou seja, foram formadas no Terciário da Era Cenozóica. É equivalente a formação da cordilheira dos Andes, na América do Sul. As rochosas surgiram com o fenômeno que os geólogos denominam Orogenia Laramide, que começou há 70 milhões de anos. As montanhas Rochosas são um complexo de metamórficas e ígneas. A erosão intensa, particularmente devido à glaciação, nivelou bacias localizadas no centro da cadeia. A erosão glacial também formou vales e desfiladeiros profundos.

## Hidrografia
A região das montanhas Rochosas é uma linha divisória de águas, limite geográfico que separa um território em diversas bacias hidrográficas. Em cada lado desta linha, as águas escoam em direções diferentes. Os rios que correm das Rochosas deságuam em três oceanos diferentes, oceano Atlântico, oceano Pacífico e oceano Ártico. Nas montanhas Rochosas estão localizadas as principais fontes hidrológicas da América do Norte os fluxos de água abastecem as cidades da região, em particular a cidade de Denver e permitiram a instalação de usinas hidrelétricas.
Rios localizados na região que merecem destaque:
- Rio Arkansas
- Rio Athabasca
- Rio Colorado
- Rio Columbia
- Rio Fraser
- Rio Liard
- Rio Missouri
- Rio Peace
- Rio Platte
- Rio Grande
- Rio Saskatchewan
- Rio Snake
- Rio Yellowstone
- Rio Yukon

## Clima
A temperatura comum nas montanhas é de 6 °C. Julho é o mês mais quente com uma temperatura máxima comum de 28 °C. Em janeiro, a temperatura mínima comum é -14 °C, fazendo deste o mês mais frio . A precipitação comum por ano é aproximadamente 360 mm. Os verões são mornos e secos, com temperatura média de 15 °C e precipitação média de 150 mm. O Inverno é normalmente úmido e frio, com temperatura média de -2 °C e nevada média de 290 mm. Na primavera, a temperatura média é 4 °C e a precipitação média de 107 mm. Pelo outono, a precipitação média é 66 mm e a temperatura média é de 7 °C.
As baixas taxas de precipitação são equivalentes a um semi-deserto, como o Sertão Nordestino.